# John Wick: Chapter 2
John Wick: Chapter 2 és una pel·lícula de thriller d'acció nord-americana del 2017 dirigida per Chad Stahelski i escrita per Derek Kolstad. La pel·lícula és la seqüela de John Wick (2014) i la segona entrega de la franquícia John Wick. És protagonitzada per Keanu Reeves, altres actors del film són: Laurence Fishburne, Riccardo Scamarcio, Ruby Rose, Lance Reddick, Peter Stormare, Bridget Moynahan, Franco Nero, John Leguizamo i Ian McShane. A la pel·lícula, el sicari retirat John Wick es veu obligat a tornar a la seva antiga vida per complir un jurament de sang al senyor del crim Santino D'Antonio (Scamarcio).
John Wick: Chapter 2 es va estrenar a l'Arclight Hollywood de Los Angeles el 30 de gener de 2017 i va ser estrenat als Estats Units el 10 de febrer per Lionsgate. La pel·lícula va rebre crítiques generalment positives, amb elogis per les seqüències d'acció, la direcció, l'edició, l'estil visual i les actuacions del repartiment (especialment Reeves). Va recaptar més de 174 milions de dòlars a tot el món, convertint-se en la pel·lícula més taquillera de la franquícia. Una seqüela, John Wick: Chapter 3 - Parabellum, es va estrenar el maig de 2019. Ha estat subtitulada al català.

## Repartiment
- Keanu Reeves com a John Wick.
- Common com a Cassian, el principal guardaespatlles de Gianna[3]
- Laurence Fishburne com a "The Bowery King", un senyor del crim clandestí a Nova York[4]
- Riccardo Scamarcio com a Santino D'Antonio, un cap italià de la Camorra que obliga a Wick a cometre un assassinat[5]
- Ruby Rose com a Ares, un assassí i l'encarregat de la seguretat mut de Santino[5]
- Lance Reddick com a Caronte, el conserge de l'hotel Continental de Nova York[5]
- Peter Stormare[6] com a Abram Tarasov, el germà de Viggo, l'oncle d'Iosef i un gàngster rus a l'escriptori.
- Bridget Moynahan com a Helen Wick, la dona morta de John[5]
- Franco Nero com a Julius, el propietari i gerent de l'hotel Continental de Roma
- John Leguizamo com Aurelio, el propietari d'una botiga d'alta gamma[5]
- Ian McShane com a Winston Scott, el propietari i gerent de l'hotel Continental de Nova York, una figura clau de l'inframón[7]
- Claudia Gerini com a Gianna D'Antonio, la germana de Santino